# Porjus distrikt
Porjus distrikt är ett distrikt i Jokkmokks kommun och Norrbottens län. Distriktet ligger omkring Porjus i norra Lappland och gränsar till Norge.

## Tidigare administrativ tillhörighet
Distriktet inrättades 2016 och utgörs av en del av Jokkmokks socken i Jokkmokks kommun.
Området motsvarar den omfattning Porjus församling hade vid årsskiftet 1999/2000 och som den fick 1962 efter utbrytning ur Jokkmokks församling.

## Tätorter och småorter
I Porjus distrikt finns en tätort men inga småorter.

### Tätorter
- Porjus